# Musina
Musina (bis 2003: Messina) ist die nördlichste Stadt der Republik Südafrika. Sie liegt in der gleichnamigen Gemeinde in der Provinz Limpopo etwas südlich des Flusses Limpopo an der Grenze zu Simbabwe. Der simbabwische Grenzort Beitbridge ist zwölf Kilometer entfernt. Beide Orte verbindet die Alfred Beit Bridge über den Limpopo. 2011 hatte Musina 42.678 Einwohner.

## Geschichte
Der Stamm der Musina (Tshivenda, deutsch „Kupfer“) entdeckte einst dieses Metall und siedelte hier. Anfang des 20. Jahrhunderts entdeckten Europäer die großen Kupfervorkommen und gründeten die Stadt Messina. Dieser Name wurde im Jahre 2003 geändert. Der Kupferbergbau hat eine lange Tradition. Mehr als tausend Jahre bevor die ersten Europäer in diese Gegend kamen, gab es hier Menschen, die bereits Kupfer gewannen, mit Seefahrern am Indischen Ozean Handel trieb und in einem engen Zusammenhang mit dem späteren Groß-Simbabwe sowie dem sagenumwobenen Munhumutapa-Reich steht. Etwa 40 Kilometer westlich von Musina liegt die ehemalige Handelsstadt Schroda. Von hier aus wurde bereits um etwa 800 Kupfer zum Indischen Ozean transportiert. Damals handelte man mit ostafrikanischen und chinesischen Händlern. Obwohl die Stadt um etwa 1000 verlassen wurde, taucht sie noch in einigen portugiesischen Karten des 16. Jahrhunderts auf. Bei archäologischen Ausgrabungen hat man Keramik, Elfenbein und Porzellan- sowie Glasperlen gefunden.

## Wirtschaft und Infrastruktur
Haupteinnahmequelle ist der Bergbau. Im Umland werden Kupfererz, Eisenerz, Magnesiumerz, Kohle, Graphit, Asbest, Diamanten und verschiedene Schmucksteine gefördert.
In Musina gibt es einen Eisenbahn-Grenzübergang nach Simbabwe. Er wird im Güterverkehr und für Touristenzüge der Rovos Rail benutzt. Die Stadt befindet sich an der Nationalstraße N1, deren letzter Abschnitt hier gleichfalls die Grenze mit Simbabwe quert. Westlich der Stadt liegt der Flughafen Musina.

## Sehenswürdigkeiten
In Musina steht ein Museum, das einige Ausstellungsstücke über die Geschichte der Besiedlung des Gebietes durch die Europäer und die Vorgeschichte zeigt. Einige Replikate der im heutigen Mapungubwe (Schroda) gefundenen Schätzen sind hier ausgestellt.
Südlich der Stadt wurde 1980 das Messina Nature Reserve geschaffen, das ursprünglich der Erhaltung der Affenbrotbäume diente. Heute versucht man dort auch seltene Antilopenarten vor dem Aussterben zu retten.